# Jacopo Dondi
Jacopo Dondi   (Chioggia, 1293 - Pàdua, 1359), també conegut com a Jacopo de 'Dondi, va ser un metge, astrònom i rellotger actiu a Pàdua, Itàlia. Se’l recorda avui com un pioner en l'art del disseny i la construcció de rellotges. Va ser el pare de Giovanni Dondi dell'Orologio . Jacopo Dondi va escriure sobre diversos temes, incloent cirurgia, farmacologia, astrologia i ciències naturals.

## Biografia

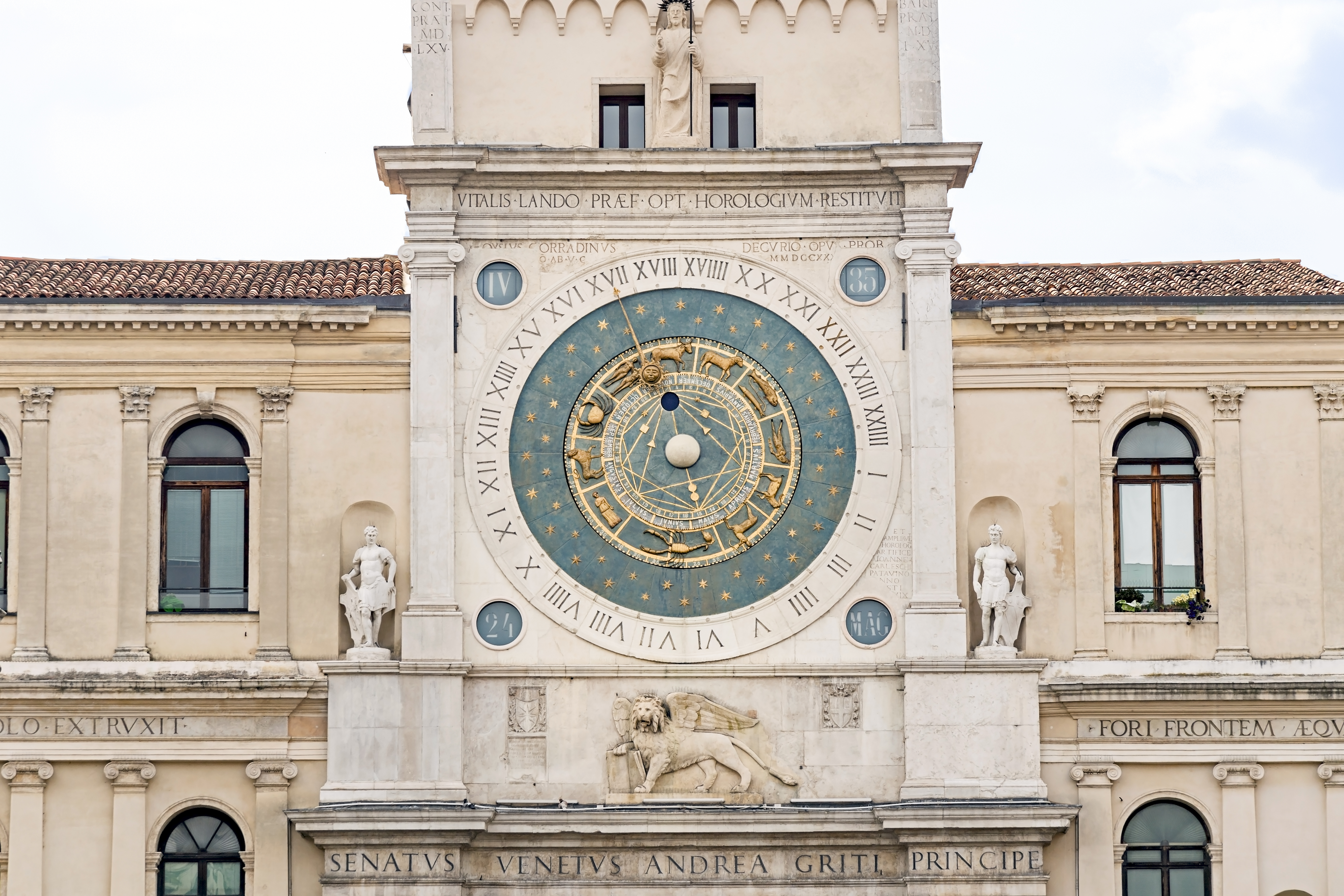
La rèplica del rellotge astronòmic de Jacopo Dondi dell'Orologio a la Torre dell'Orologio, Pàdua

Jacopo Dondi va néixer a Chioggia, fill d'un metge anomenat Isacco. Va assistir a la Universitat de Pàdua i va ser elegit metge municipal a Chioggia el 1313. Cap al 1327 es va casar amb Zaccarota Centrago o Centraco, amb qui va tenir vuit fills; el segon nascut, Giovanni, es va fer famós com el constructor de l'Astrarium. El 28 de febrer de 1334, Jacopo va rebre la ciutadania veneciana del doge Francesco Dandolo. El 1342 es va traslladar a Pàdua, on es va convertir en professor de medicina i d'astronomia a la Universitat.
Va supervisar la construcció d'un gran rellotge públic amb esfera, per encàrrec del príncep Ubertino I da Carrara. És possible que també hagi contribuït al seu disseny. El rellotge es va instal·lar a la torre del Palazzo Capitaniato, Pàdua el 1344. Hi ha algunes proves que indicaven les hores de l'1 al 24, i també que mostrava l'edat i la fase de la lluna i el lloc del sol al zodíac. Tant la torre com el rellotge van ser destruïts el 1390, quan els milanesos van assaltar el palau. Una rèplica del rellotge es troba a la Torre dell'Orologio de Pàdua, que es va construir el 1428.
Va morir a Pàdua entre el 29 d'abril i el 26 de maig de 1359, i va ser enterrat fora del baptisteri de San Giovanni, Pàdua.

## Obres escrites

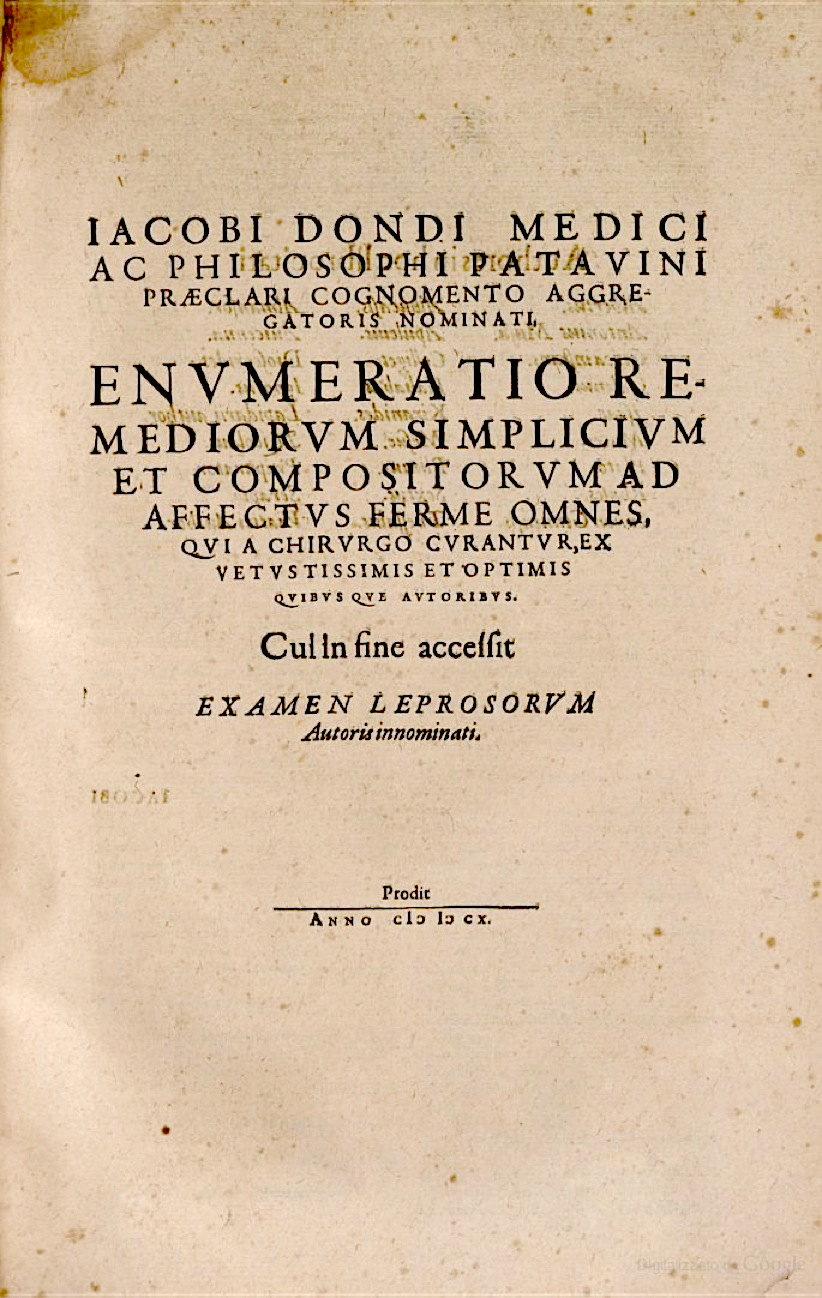
Portada de l'edició de 1610 de l' Enumeratio remediorum de Dondi.

L'obra més cèlebre de Jacopo Dondi és l'Aggregator o Promptuarium medicinae ed Enumeratio remediorum simplicium et compositorum, acabada el 1355 i conservada manuscrita al Vaticà (IVA. 2462, segle XIV), el Collegio di Spagna, Bolonya (MS 153, de 1425) i la Biblioteca Nacional de París (Lat. 6973 i 6974). Va ser publicat a Estrasburg cap al 1470 per la "R-printer" (Adolph Rusch) i a Venècia el 1481 per Michele Manzolo. Fou reimpresa a Venècia el 1542 per Tommaso i Giovanni Maria Giunta, i de nou el 1576. La secció sobre cirurgia, Enumeratio remediorum simplicium et compositorum ad affectus omnes qui a chirurgo curantur, es va incloure al Chirurgia: de chirurgia scriptores optimi quique veteres et recentiores de Conrad Gesner, imprès a Zuric el 1555 pels seus cosins Andreas i Iacobus Gesner, i al Thesaurus chirurgiae de Peter Uffenbach (1610).
Cal no confondre l'Aggregator amb l'Herbarius il·lustrat de Peter Schöffer (Magúncia, 1484; posteriorment es va reimprimir a Venècia, en llatí i en italià amb el títol Herbolario), que es titulava Aggregator practicus de simplicibus.
En ciències naturals, Dondi va publicar el 1355 aproximadament un Tractatus de causa salsedinis aquarum et modo conficiendi sal artificiale ex aquis Thermalibus Euganeis (Biblioteca del Seminario, Padova, ms. 4540), que va ser inclòs a De balneis omnia quae extant apud Graecos, Latinos de Giunti. et Arabas (1553), juntament amb De fontibus calidis agri Patavini consideratio del seu fill Giovanni.
El tractat de Dondi sobre les marees, De fluxu atque refluxu maris, data probablement entre el 1355 i el 1359. Va ser citada amb freqüència als segles XIV i XV; el De fluxu ac refluxu maris subtilis et erudita disputatio de Federico Delfino (1559) el plagia, igual que el manuscrit anònim del segle xvi Questio de estu sive de fluxu et refluxu maris per sex hores a la Biblioteca Casanatense de Roma.
A Dondi se li atribueix haver pintat el primer mapa topogràfic del territori de Pàdua. Ara perdut, va ser utilitzat pel seu fill Giovanni en les negociacions posteriors a la guerra de 1372–73 entre Venècia i Pàdua, i es descriu com "un mapa de la mà de Jacomo de 'Dondi, metge, que era un home molt subtil a the art of painting "(" una carta facta per man d'un maistro Jacomo de 'Dondi fisico, el qual fo subtilissimo homo in l'arte de pinger ").
Dondi va fer una adaptació al meridià de Pàdua de les taules astrològiques de motibus planetarum o Toletanae, les taules alfonsines atribuïdes a Alfons X el Sabio, rei de Castella. L'obra va estar en poder de Giovanni el 1389, i va ser citada i elogiada per Beldomandi al seu Canones de motibus corporum supercoelestium (1424), però posteriorment es va perdre. També s'ha suggerit que no era obra de Jacopo, sinó d'un dels seus fills, Gabriele o Giovanni.
En el seu Ad inveniendum primum ascendens nativitatis, conservat en manuscrits a la Bodleian Library, Oxford (1468; Canon. Misc. 436) i a l'Osterreichische Nationalbibliotek, Viena, (segle XV; lat. 5208), Dondi va mostrar que l'ascendent de l'època el naixement era el mateix que la casa de la lluna en el moment de la concepció.
Una breu obra històrica conservada en manuscrits a la Biblioteca Nazionale Marciana (Marc. X, 34 (3129)) i la Biblioteca del Seminari de Pàdua (MS. 11) daten del 1334 aproximadament.
Dondi també va escriure sobre gramàtica. Bernardino Scardeone registra un manuscrit copiat a Venècia el 1372 de les exposicions de Dondi sobre les Magnae derivations d'Uguccione da Pisa. Pensada per perdre’s, l'obra sobreviu en manuscrits del Fitzwilliam Museum, Cambridge, (301), el Bodleian (Canon. Misc. 201) i la Biblioteca universitària de Pavia (Aldini 258).